# Фільмографія Робіна Вільямса
Фільмографія Робіна Вільямса включає в себе численні ролі у кінофільмах, телесеріалах, театральних постановках та інших видах наочної реалізації акторського мистецтва. Кар'єра Вільямса протривала з 1976 по 2014 рік.

## Кінофільми
| Рік  |   | Українська назва                                  | Оригінальна назва                                | Роль                            |
| ---- | - | ------------------------------------------------- | ------------------------------------------------ | ------------------------------- |
| 1977 | ф | Я можу зробити це, поки мені не потрібні окуляри? | Can I Do It 'Till I Need Glasses?                | Адвокат                         |
| 1980 | ф | Попай                                             | Popeye                                           | Попай                           |
| 1982 | ф | Світ за Гарпом                                    | The World According to Garp                      | Т. С. Гарп                      |
| 1983 | ф | Школа виживання                                   | The Survivors                                    | Дональд Квінел                  |
| 1984 | ф | Москва на Гудзоні                                 | Moscow on the Hudson                             | Владімір Іванов                 |
| 1986 | ф | Схопити день                                      | Seize the Day                                    | Томмі Вільгельм                 |
| 1986 | ф | Клуб «Рай»                                        | Club Paradise                                    | Джек Монікер                    |
| 1986 | ф | Найкращі часи                                     | The Best of Times                                | Джек Данді                      |
| 1987 | ф | Доброго ранку, В'єтнаме                           | Good Morning, Vietnam                            | Едріан Кронауер                 |
| 1988 | ф | Пригоди Барона Мюнхгаузена                        | The Adventures of Baron Munchausen               | Король Місяця                   |
| 1988 | ф |                                                   | Rabbit Ears: Pecos Bill                          | озвучка                         |
| 1989 | ф | Спілка мертвих поетів                             | Dead Poets Society                               | Джон Кітінг                     |
| 1990 | ф | Чоловік-кадилак                                   | Cadillac Man                                     | Джої О'Брайен                   |
| 1990 | ф | Пробудження                                       | Awakenings                                       | Доктор Малкольм Сейєр           |
| 1991 | ф | Померти знову                                     | Dead Again                                       | Доктор Козі Карлайл             |
| 1991 | ф | Король-рибалка                                    | The Fisher King                                  | Генрі "Перрі" Саган             |
| 1991 | ф | Капітан Гак                                       | Hook                                             | Пітер Пен                       |
| 1992 | ф | Іграшки                                           | Toys                                             | Леслі Зіво                      |
| 1992 | ф | Аладдін                                           | Aladdin                                          | Джин                            |
| 1992 | ф | Тропічний ліс: Історія долини папороті            | FernGully: The Last Rainforest                   | Бетті                           |
| 1992 | ф |                                                   | Shakes the Clown                                 | Мім                             |
| 1993 | ф | Місіс Даутфайр                                    | Mrs. Doubtfire                                   | Деніел Гіллард/Місіс Даутфайр   |
| 1994 | ф | Бути людиною                                      | Being Human                                      | Гектор                          |
| 1994 | ф |                                                   | In Search of Dr. Seuss                           | Батько                          |
| 1995 | ф | Джуманджі                                         | Jumanji                                          | Алан Перріш                     |
| 1995 | ф |                                                   | To Wong Foo, Thanks for Everything! Julie Newmar | Джон Джейкоб Джинглгеймер Шмідт |
| 1995 | ф | Дев'ять місяців                                   | Nine Months                                      | доктор Косевич                  |
| 1996 | ф | Аладдін і король розбійників                      | Aladdin and the King of Thieves                  | Джин                            |
| 1996 | ф | Гамлет                                            | Hamlet                                           | Озрік                           |
| 1996 | ф | Секретний агент                                   | The Secret Agent                                 | Професор                        |
| 1996 | ф | Джек                                              | Jack                                             | Джек Пауел                      |
| 1996 | ф | Клітка для пташок                                 | The Birdcage                                     | Арманд Голдмен                  |
| 1997 | ф | Розумник Вілл Хантінг                             | Good Will Hunting                                | Шон Мегвайр                     |
| 1997 | ф | Флаббер                                           | Flubber                                          | Професор Філіп Брейнард         |
| 1997 | ф | Розбираючи Гаррі                                  | Deconstructing Harry                             | Мел                             |
| 1997 | ф | День батька                                       | Fathers' Day                                     | Дейл Патлі                      |
| 1998 | ф | Цілитель Адамс                                    | Patch Adams                                      | Хантер Адамс                    |
| 1998 | ф | Куди приводять мрії                               | What Dreams May Come                             | Кріс Нільсен                    |
| 1999 | ф | Двохсотлітня людина                               | Bicentennial Man                                 | Ендрю, людина-робот             |
| 1999 | ф |                                                   | Jakob the Liar                                   | Якоб Гайм                       |
| 2001 | ф | Штучний розум                                     | A.I. Artificial Intelligence                     | Доктор Знайко                   |
| 2002 | ф | Безсоння                                          | Insomnia                                         | Волтер Фінч                     |
| 2002 | ф | Вбити Смучі                                       | Death to Smoochy                                 | Рендольф Смайлі                 |
| 2002 | ф | Фото за годину                                    | One Hour Photo                                   | Сеймур «Сей» Перріш             |
| 2004 | ф |                                                   | Noel                                             | Чарльз Бойд                     |
| 2004 | ф | Таємниці минулого                                 | House of D                                       |                                 |
| 2004 | ф | Завершальний монтаж                               | The Final Cut                                    | Алан Хекмэн                     |
| 2005 | ф | Великий Білий тягар                               | The Big White                                    | Пол Барнел                      |
| 2005 | ф | Роботи                                            | Robots                                           |                                 |
| 2006 | ф | Людина року                                       | Man of the Year                                  | Том Доббс                       |
| 2006 | ф | Ніч у музеї                                       | Night at the Museum                              | Теодор Рузвельт                 |
| 2006 | ф | Веселі ніжки                                      | Happy Feet                                       | Рамон                           |
| 2006 | ф | Переможець                                        | Everyone's Hero                                  | Наполеон Кросс                  |
| 2006 | ф | Дурдом на колесах                                 | RV                                               | Боб Мунро                       |
| 2006 | ф | Нічний слухач                                     | The Night Listener                               | Габріель Нун                    |
| 2007 | ф | Ліцензія на весілля                               | License to Wed                                   | Преподобний Френк Дорман        |
| 2007 | ф | Август Раш                                        | August Rush                                      | Максвелл Воллес                 |
| 2009 | ф | Психоаналітик                                     | Shrink                                           | Джек Голден                     |
| 2009 | ф | Найкращий батько                                  | World's Greatest Dad                             | Ленс Клейтон                    |
| 2009 | ф | Ніч у музеї 2                                     | Night at the Museum: Battle of the Smithsonian   | Теодор Рузвельт                 |
| 2009 | ф | Старі пси                                         | Old Dogs                                         | Ден                             |
| 2011 | ф | Веселі ніжки 2                                    | Happy Feet Two                                   | Рамон (озвучення)               |
| 2013 | ф | Велике весілля                                    | The Big Wedding                                  | Батько Монайвен                 |
| 2013 | ф | Обличчя любові                                    | The Face of Love                                 | Роджер                          |
| 2013 | ф | Дворецький                                        | The Butler                                       | Дуайт Ейзенгавер                |
| 2014 | ф | Бульвар                                           | Boulevard                                        | Нолан Мак                       |
| 2014 | ф | Цього ранку у Нью-Йорку                           | The Angriest Man in Brooklyn                     | Генрі Елтмен                    |
| 2014 | ф | Ніч у музеї: Секрет гробниці                      | Night at the Museum: Secret of the Tomb          | Теодор Рузвельт                 |
| 2014 | ф | Це, кляте, різдвяне диво                          | Merry Friggin' Christmas                         | Вірджіл Мітчлер                 |
| 2015 | ф | Все як ти захочеш                                 | Absolutely Anything                              | пес Денніс (озвучення)          |
| 2018 | ф | Робін Вільямс: Зазирни в мою душу                 | Robin Williams: Come Inside My Mind              | в ролі самого себе              |

## На телебаченні
- 1977 — Шоу Річарда Праєра[en]
- 1977 — Rowan & Martin's Laugh-In[en]
- 1977 — Восьми достатньо[en]
- 1978–1979 — Щасливі дні[en] — Морк
- 1978 — America 2-Night[en] — Джейсон Шайн
- 1978—1982 — Морк і Мінді[en] — Морк
- 1979 — Out of the Blue[en] — Морк
- 1982 — Театр казок[en] — Жаба/Принц Робін
- 1982 — SCTV Network[en]
- 1984 — Pryor's Place[en] — Гебі
- 1987 — Dear America: Letters Home from Vietnam[en]
- 1990–2012 — Вулиця Сезам
- 1991 — A Wish for Wings That Work — Ківі
- 1994 — Homicide: Life on the Streets[en] (Епізод «Bop Gun») — Роберт Елісон
- 1992—1994 — Шоу Ларрі Сандерса[en]
- 1997 — Друзі (Епізод «The One with the Ultimate Fighting Champion») — Томас
- 1998 — One Saturday Morning
- 1999 — L.A. Doctors[en] — Х'юго Кінслі
- 2003 — Freedom: A History of Us
- 2003 — Life with Bonnie — Кевін Повальскі
- 2008 — Закон і порядок (епізод 9.17) — Меріт Рук
- 2009 — Губка Боб Квадратні Штани
- 2012 — Вілфред
- 2012 — Луї — Робін
- 2013–2014 — The Crazy Ones[en] — Саймон Робертс